# Lucas Rimoldi
Lucas Roberto Rimoldi (Córdoba, 7 agosto 1980) è un ex calciatore argentino, di ruolo centrocampista.

## Carriera
Ha esordito come professionista nel campionato argentino con la maglia dell'Instituto Atlético Central Córdoba nel 1999/2000 con 27 presenze e 2 goal; per causa ignota nei successivi due campionati non ha totalizzato neanche una presenza. Nel 2002-2003 è passato al Club Atlético Talleres giocando 33 partite con 1 goal. Successivamente è passato al Racing Avallaneda dove si è fatto notare tanto che nel 2004-2005 si è trasferito in Italia al Genoa. Il tecnico dei rossoblu Serse Cosmi lo impiega in campionato 9 volte. Dopo il cosiddetto Caso Genoa e la retrocessione in Serie C1 dei liguri viene riconfermato ma problemi fisici ne hanno ridotto le sue presenze a 7 durante le quali ha segnato 5 goal. A gennaio per problemi familiari è stato ceduto in prestito al Colon Santa Fè dove ha totalizzato 10 presenze senza segnare reti. Dopo essere tornato al Genoa nell'estate 2006 il nuovo mister Gian Piero Gasperini, dopo averlo visionato durante il ritiro estivo in Austria, ha deciso di cederlo in prestito.
Il nuovo direttore dell'area tecnica del Grifone, Alessandro Gaucci, lo accasa per una stagione al Frosinone Calcio.
Nell'agosto 2007 Rimoldi e il Genoa decidono di sciogliere il contratto che li lega.